# Greifswald
Greifswald é uma cidade alemã localizada no estado de Mecklemburgo-Pomerânia Ocidental.
Greifswald é uma cidade independente (Kreisfreie Städte) ou distrito urbano (Stadtkreis), ou seja, possui estatuto de distrito (kreis). A Universidade de Greifswald tem aproximadamente 12.000 alunos e 6.000 funcionários é um importante fator econômico na cidade.
|  |

## Cidades-irmãs
- Pomerode, Brasil (desde 2005)
- Osnabrück, Alemanha (desde 1988)
- Tver, Rússia
- Kotka, Finlândia (desde 1959)
- Lund, Suécia (desde 1990)
- Kristianstad, Suécia (desde 1998)
- Hamar, Noruega (desde 1997)
- Goleniów, Polônia (desde 1986)
- Estetino, Polônia (desde 1996)
- Angers, França (desde 1994)
- Bryan, Estados Unidos (desde 1995)